# Seznam kulturních památek v Plzni
Tento seznam nemovitých kulturních památek ve městě Plzeň v okrese Plzeň-město vychází z  Ústředního seznamu kulturních památek ČR, který na základě zákona č. 20/1987 Sb., o státní památkové péči, vede Národní památkový ústav jako ústřední organizace státní památkové péče. Údaje jsou průběžně upřesňovány, přesto mohou obsahovat i řadu věcných a formálních chyb a nepřesností či být neaktuální. 
Pokud byly některé části dotčeného území vyčleněny do samostatných seznamů, měly by být odkazy na tyto dílčí seznamy uvedeny v úvodu tohoto seznamu nebo v úvodu příslušné sekce seznamu.
- Seznam kulturních památek v Plzni-Vnitřním Městě
- Seznam kulturních památek v Plzni-Jižním Předměstí
- Seznam kulturních památek v Plzni-Severním Předměstí
- Seznam kulturních památek v Plzni-Východním Předměstí (Plzeň 2)
- Seznam kulturních památek v Plzni-Východním Předměstí (Plzeň 3)
- Seznam kulturních památek v Bolevci
- Seznam kulturních památek v Božkově
- Seznam kulturních památek v Doubravce
- Seznam kulturních památek v Hradišti
- Seznam kulturních památek v Koterově
- Seznam kulturních památek v Křimicích
- Seznam kulturních památek v depozitářích Správy veřejného statku města Plzně

## Plzeň 1

### Severní Předměstí
- Seznam kulturních památek v Plzni-Severním Předměstí

### Bolevec
- Seznam kulturních památek v Bolevci

## Plzeň 2-Slovany

### Východní Předměstí (Plzeň 2)
- Seznam kulturních památek v Plzni-Východním Předměstí (Plzeň 2)

### Božkov
- Seznam kulturních památek v Božkově (Plzeň)

### Hradiště
- Seznam kulturních památek v Hradišti (Plzeň)

### Koterov
- Seznam kulturních památek v Koterově

## Plzeň 3

### Vnitřní Město
- Seznam kulturních památek v Plzni-Vnitřním Městě

### Jižní Předměstí
- Seznam kulturních památek v Plzni-Jižním Předměstí

### Východní Předměstí (Plzeň 3)
- Seznam kulturních památek v Plzni-Východním Předměstí (Plzeň 3)

### Doudlevce (Plzeň 3)
|  | Kategorie „Boží muka v Doudlevcích (Plzeň) “ na Wikimedia Commons | Hledat fotografie a kategorie ve Wikimedia Commons podle rejstříkového čísla památky | Nahrát snímek k tomuto tématu do úložiště Wikimedia Commons |  |

|  |  | Hledat fotografie a kategorie ve Wikimedia Commons podle rejstříkového čísla památky | Nahrát snímek k tomuto tématu do úložiště Wikimedia Commons |  |

|  | Kategorie „Pechmanův kříž u Tyršova mostu “ na Wikimedia Commons | Hledat fotografie a kategorie ve Wikimedia Commons podle rejstříkového čísla památky | Nahrát snímek k tomuto tématu do úložiště Wikimedia Commons |  |

|  | Kategorie „Tyršův most (Plzeň) “ na Wikimedia Commons | Hledat fotografie a kategorie ve Wikimedia Commons podle rejstříkového čísla památky | Nahrát snímek k tomuto tématu do úložiště Wikimedia Commons |  |

### Nová Hospoda
| Památka              | Fotografie        | Rejstříkové číslo v ÚSKP                                                             | Sídelní útvar                                               | Poloha                                                                 | Popis a poznámky |
| -------------------- | ----------------- | ------------------------------------------------------------------------------------ | ----------------------------------------------------------- | ---------------------------------------------------------------------- | --- |
| Mohylník (Q38048027) | \| \| \| \| \| \| | 36409/4-4450 Pam. katalog MIS                                                        | Nová Hospoda                                                | část pp. 1922/1, k. ú. Skvrňany 49°43′53,61″ s. š., 13°18′28,55″ v. d. | Mohylník, archeologické stopy. Část původně rozsáhlého a významného mohylového pohřebiště. Dochována západní část mohylníku v lese. Východní část byla postupně zničena během 2. poloviny 20. století, dnes jsou v tomto prostoru zahrady se zástavbou rodinných domků. V lese dosud patrno cca 27 z původních asi 100 mohyl. Mohyly jsou ihned od okraje lesa za domky, a to ve skupině ve směru JZ–SV, mohylové náspy jsou pozvolného tvaru o výšce do 1 m a průměru cca 10–20 m. Zachovalé mohyly jsou ve vzrostlém smíšeném lese. Datováno do střední a starší doby bronzové. Poznámka: V roce 2019 rozsah památky revidován. Památkově chráněno od 25. října 1963. |
|                      |                   | Hledat fotografie a kategorie ve Wikimedia Commons podle rejstříkového čísla památky | Nahrát snímek k tomuto tématu do úložiště Wikimedia Commons |                                                                        | |

### Radobyčice
|  |  | Hledat fotografie a kategorie ve Wikimedia Commons podle rejstříkového čísla památky | Nahrát snímek k tomuto tématu do úložiště Wikimedia Commons |  |

|  | Kategorie „Kaple Panny Marie Fatimské (Radobyčice) “ na Wikimedia Commons | Hledat fotografie a kategorie ve Wikimedia Commons podle rejstříkového čísla památky | Nahrát snímek k tomuto tématu do úložiště Wikimedia Commons |  |

|  |  | Hledat fotografie a kategorie ve Wikimedia Commons podle rejstříkového čísla památky | Nahrát snímek k tomuto tématu do úložiště Wikimedia Commons |  |

### Skvrňany
| Památka                                       | Fotografie        | Rejstříkové číslo v ÚSKP                                                             | Sídelní útvar                                               | Poloha                                                 | Popis a poznámky |
| --------------------------------------------- | ----------------- | ------------------------------------------------------------------------------------ | ----------------------------------------------------------- | ------------------------------------------------------ | --- |
| Ocelový most v areálu Škoda a.s. (Q117478112) | \| \| \| \| \| \| | 107289 Pam. katalog MIS                                                              | Skvrňany                                                    | areál Škoda a.s. 49°44′35,07″ s. š., 13°20′58,8″ v. d. | Ocelový celosvařovaný příhradový most, postavený v areálu závodu Škoda v roce 1931 podle projektu Ing. Františka Faltuse, ve své době největší svařovaný most na světě. Památkově chráněno od 6. listopadu 2024. |
|                                               |                   | Hledat fotografie a kategorie ve Wikimedia Commons podle rejstříkového čísla památky | Nahrát snímek k tomuto tématu do úložiště Wikimedia Commons |                                                        | |

## Plzeň 4

### Bukovec
|  | Kategorie „Lesovna Zábělá “ na Wikimedia Commons | Hledat fotografie a kategorie ve Wikimedia Commons podle rejstříkového čísla památky | Nahrát snímek k tomuto tématu do úložiště Wikimedia Commons |  |

|  | Kategorie „Bukovec (Plzeň) - hradiště Holý vrch “ na Wikimedia Commons | Hledat fotografie a kategorie ve Wikimedia Commons podle rejstříkového čísla památky | Nahrát snímek k tomuto tématu do úložiště Wikimedia Commons |  |

### Červený Hrádek
|  | Kategorie „Chapel of Saints Simon and Jude (Červený Hrádek) “ na Wikimedia Commons | Hledat fotografie a kategorie ve Wikimedia Commons podle rejstříkového čísla památky | Nahrát snímek k tomuto tématu do úložiště Wikimedia Commons |  |

|  |  | Hledat fotografie a kategorie ve Wikimedia Commons podle rejstříkového čísla památky | Nahrát snímek k tomuto tématu do úložiště Wikimedia Commons |  |

|  |  | Hledat fotografie a kategorie ve Wikimedia Commons podle rejstříkového čísla památky | Nahrát snímek k tomuto tématu do úložiště Wikimedia Commons |  |

### Doubravka
- Seznam kulturních památek v Doubravce (Plzeň)

### Lobzy (Plzeň 4)
|  |  | Hledat fotografie a kategorie ve Wikimedia Commons podle rejstříkového čísla památky | Nahrát snímek k tomuto tématu do úložiště Wikimedia Commons |  |

|  |  | Hledat fotografie a kategorie ve Wikimedia Commons podle rejstříkového čísla památky | Nahrát snímek k tomuto tématu do úložiště Wikimedia Commons |  |

|  |  | Hledat fotografie a kategorie ve Wikimedia Commons podle rejstříkového čísla památky | Nahrát snímek k tomuto tématu do úložiště Wikimedia Commons |  |

|  |  | Hledat fotografie a kategorie ve Wikimedia Commons podle rejstříkového čísla památky | Nahrát snímek k tomuto tématu do úložiště Wikimedia Commons |  |

## Plzeň 5-Křimice
- Seznam kulturních památek v Křimicích

## Plzeň 6-Litice
|  | Kategorie „Castle Litice by Plzeň “ na Wikimedia Commons | Hledat fotografie a kategorie ve Wikimedia Commons podle rejstříkového čísla památky | Nahrát snímek k tomuto tématu do úložiště Wikimedia Commons |  |

|  | Kategorie „Rectory in Litice (Plzeň) “ na Wikimedia Commons | Hledat fotografie a kategorie ve Wikimedia Commons podle rejstříkového čísla památky | Nahrát snímek k tomuto tématu do úložiště Wikimedia Commons |  |

|  | Kategorie „Kostel svatého Petra a Pavla (Litice) “ na Wikimedia Commons | Hledat fotografie a kategorie ve Wikimedia Commons podle rejstříkového čísla památky | Nahrát snímek k tomuto tématu do úložiště Wikimedia Commons |  |

|  |  | Hledat fotografie a kategorie ve Wikimedia Commons podle rejstříkového čísla památky | Nahrát snímek k tomuto tématu do úložiště Wikimedia Commons |  |

## Plzeň 7-Radčice
|  | Kategorie „Boží muka v Radčicích (Plzeň) “ na Wikimedia Commons | Hledat fotografie a kategorie ve Wikimedia Commons podle rejstříkového čísla památky | Nahrát snímek k tomuto tématu do úložiště Wikimedia Commons |  |

|  |  | Hledat fotografie a kategorie ve Wikimedia Commons podle rejstříkového čísla památky | Nahrát snímek k tomuto tématu do úložiště Wikimedia Commons |  |

|  |  | Hledat fotografie a kategorie ve Wikimedia Commons podle rejstříkového čísla památky | Nahrát snímek k tomuto tématu do úložiště Wikimedia Commons |  |

|  | Kategorie „Chapel in Radčice (Plzeň) “ na Wikimedia Commons | Hledat fotografie a kategorie ve Wikimedia Commons podle rejstříkového čísla památky | Nahrát snímek k tomuto tématu do úložiště Wikimedia Commons |  |

## Plzeň 8-Černice
|  |  | Hledat fotografie a kategorie ve Wikimedia Commons podle rejstříkového čísla památky | Nahrát snímek k tomuto tématu do úložiště Wikimedia Commons |  |

|  |  | Hledat fotografie a kategorie ve Wikimedia Commons podle rejstříkového čísla památky | Nahrát snímek k tomuto tématu do úložiště Wikimedia Commons |  |

|  |  | Hledat fotografie a kategorie ve Wikimedia Commons podle rejstříkového čísla památky | Nahrát snímek k tomuto tématu do úložiště Wikimedia Commons |  |

|  | Kategorie „Boží muka v Černicích (Plzeň) “ na Wikimedia Commons | Hledat fotografie a kategorie ve Wikimedia Commons podle rejstříkového čísla památky | Nahrát snímek k tomuto tématu do úložiště Wikimedia Commons |  |

|  |  | Hledat fotografie a kategorie ve Wikimedia Commons podle rejstříkového čísla památky | Nahrát snímek k tomuto tématu do úložiště Wikimedia Commons |  |

## Plzeň 9-Malesice

### Malesice
|  | Kategorie „Kaple Panny Marie Pomocné (Kyjovský les) “ na Wikimedia Commons | Hledat fotografie a kategorie ve Wikimedia Commons podle rejstříkového čísla památky | Nahrát snímek k tomuto tématu do úložiště Wikimedia Commons |  |

|  | Kategorie „Church of Saint George (Malesice) “ na Wikimedia Commons | Hledat fotografie a kategorie ve Wikimedia Commons podle rejstříkového čísla památky | Nahrát snímek k tomuto tématu do úložiště Wikimedia Commons |  |

|  | Kategorie „Malesice (castle) “ na Wikimedia Commons | Hledat fotografie a kategorie ve Wikimedia Commons podle rejstříkového čísla památky | Nahrát snímek k tomuto tématu do úložiště Wikimedia Commons |  |

|  |  | Hledat fotografie a kategorie ve Wikimedia Commons podle rejstříkového čísla památky | Nahrát snímek k tomuto tématu do úložiště Wikimedia Commons |  |

|  |  | Hledat fotografie a kategorie ve Wikimedia Commons podle rejstříkového čísla památky | Nahrát snímek k tomuto tématu do úložiště Wikimedia Commons |  |

### Dolní Vlkýš
| Památka                        | Fotografie                                                             | Rejstříkové číslo v ÚSKP                                                             | Sídelní útvar                                               | Poloha                                            | Popis a poznámky |
| ------------------------------ | ---------------------------------------------------------------------- | ------------------------------------------------------------------------------------ | ----------------------------------------------------------- | ------------------------------------------------- | --- |
| Kaple svatého Jiří (Q37178506) | \| \| \| \| \| \|                                                      | 50365/4-5192 Pam. katalog MIS                                                        | Dolní Vlkýš                                                 | náves, pp. 1 49°47′2,68″ s. š., 13°17′10,6″ v. d. | Kaple sv. Jiří. Zděná návesní kaple z období kolem poloviny 19. století. Drobná zděná stavba (zdivo kamenné) na čtvercovém půdorysu, dominantou je věžička v průčelí. Zůstalo zachováno architektonické řešení fasád, včetně kamenických detailů. Památkově chráněno od 10. května 2000. |
|                                | Kategorie „Chapel of Saint George (Dolní Vlkýš) “ na Wikimedia Commons | Hledat fotografie a kategorie ve Wikimedia Commons podle rejstříkového čísla památky | Nahrát snímek k tomuto tématu do úložiště Wikimedia Commons |                                                   | |